# Kajal
Kajal (maďarsky Nemeskajal, do roku 1907 Kajal) je obec na Slovensku. Leží v Podunajské nížině, v okrese Galanta v Trnavském kraji. Severovýchodně od obce je vodní nádrží Kráľová, které je na řece Váh.
Žije zde přibližně 1 500 obyvatel.

## Historie
První písemná zmínka o obci je z roku 1297. V letech 1938 až 1945 byla obec součástí Maďarska.